# Northrop XP-56 Black Bullet
Northtrop XP-56 Black Bullet byl prototyp přepadového stíhače, vyvíjeného firmou Northrop v době druhé světové války.

## Vývoj
Šlo o radikální konstrukci bezocasého letounu, jehož koncepce navazovala na předválečné projekty samokřídel firmy Northrop. Prototyp měl pohánět vzduchem chlazený 24válec do H, Pratt & Whitney X-1800, v tlačném uspořádání. Ten by roztáčel dvojici protiběžných vrtulí. Projekt byl objednán 22. června 1940 a stavba prototypu byla objednána v září téhož roku. Vládní projekt R-40C, na jehož základě byl typ objednán, požadoval nekonvenčně řešená letadla, která by byla schopna výroby v roce 1942. V jeho rámci byl objednán vývoj dalších dvou projektů - Vultee XP-54 Swoose Goose a Curtiss XP-55 Ascender.
Krátce po začátku stavby prototypu firma Pratt & Whitney zastavila práce na motoru X-1800 a proto byl použit méně vhodný Pratt & Whitney R-2800, který poháněl například Republic P-47 Thunderbolt. Paralelně se stavbou prototypu se jeho koncepce ověřovala na upraveném experimentálním letadle Northrop N-1M, které mělo namontováno křídlo podobné tomu u XP-56. Letoun poháněly dva malé motory Lycoming. Zkušební lety potvrdily dobrou stabilitu a letové vlastnosti radikálně řešeného letounu a vedly k objednání stavby druhého prototypu, objednaného 13. února 1942.
Prototyp měl krátký, zavalitý trup. Byl řízen pomocí křidélek a elevonů. Aby mohl pilot v případě nouze opustit letadlo na padáku, bylo možné odstřelit vrtule pomocí výbušniny. Dalším nekonvenčním prvkem, uplatněným v konstrukci bylo, že trup byl vyroben z hořčíku. Ten měl být vyzkoušen jako možná náhrada strategického hliníku. Tento lehký kov byl použit na drak a potah letounu. Byla také použita nová metoda svařování.
Výměna motoru a další problémy vedly ke zdržení stavby prvního prototypu (sériové číslo 41-786). Pojezdové zkoušky XP-56 začaly v dubnu 1943 a ukázaly vážné problémy s vybočováním letounu, což se přičítalo chybě v řešení brzd. Prototyp dostal nové, hydraulické brzdy a 30. září 1943 poprvé vzlétl ze základny Muroc v severní Kalifornii. Po řadě pokusných letů byl první prototyp ztracen, když mu při přistání vybuchla pneumatika na levé podvozkové noze.
Druhý prototyp prošel řadou úprav. Aby se dosáhlo lepší stability, bylo dopředu posunuto jeho těžiště a byla zvětšena kýlová plocha. Ukázalo se však, že to nemělo žádný efekt. Druhý prototyp XP-56 (42-38353) byl zalétán 23. března 1944. Pilot měl potíže při startu zvednout příď letounu a to až do rychlosti 160 mil. První let trval jen osm minut. Další už byly delší, ale špatné těžiště, příliš posunuté dopředu, dělalo problémy. Navíc byl typ schopen dosáhnout jen poměrně malých rychlostí. O pomoc při řešení tohoto problému byla požádána i NACA. Testy ještě v menší míře pokračovaly, ale protože byly lety s XP-56 označeny jako riskantní, byl projekt nakonec zastaven.
Druhý prototyp se dochoval v National Air and Space Museum v Suitlandu ve státě Maryland.

## Specifikace

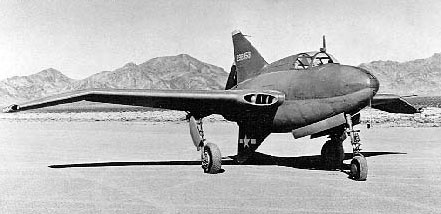
XP-56 na základně Muroc

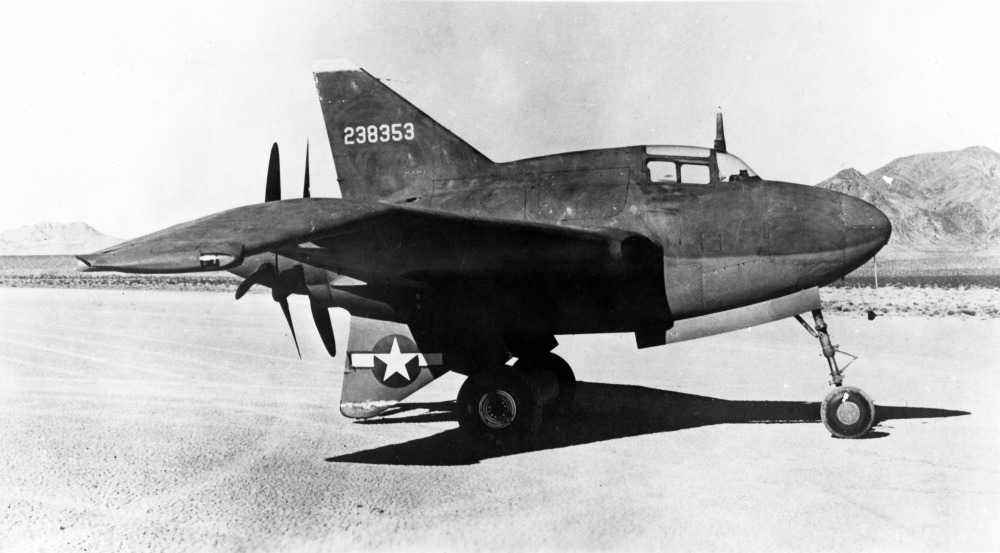
Druhý prototyp Northrop XP-56 Black Bullet (42-38353)

### Technické údaje
- Osádka: 1
- Rozpětí: 12,96 m
- Délka: 8,38 m
- Nosná plocha: 28,44 m²
- Plošné zatížení: 181 kg/m²
- Hmotnost prázdného stroje: 3955 kg
- Vzletová hmotnost: 5159 kg
- Max. vzletová hmotnost: 5520 kg
- Pohonná jednotka: 1× hvězdicový motor Pratt & Whitney R-2800-29 Double Wasp
  - Výkon pohonné jednotky: 2000 hp (1492 kW)

### Výkony
- Maximální rychlost: 749 km/h
- Dostup: 10 061 m
- Stoupavost: 953 m/min
- Dolet: 1063 km

### Výzbroj
- 2 × 20mm automatický kanón
- 4 × 12,7mm kulomet Browning